# Червоне та чорне (фільм, 1983)
«Червоне та чорне» (англ. The Scarlet And The Black) — кінофільм. Базується на реальних подіях. Прем'єра фільму відбулась у лютому 1983 року.

## Сюжет
«Червоне та чорне» — фільм, що базується на історії життя реальних людей.
Упродовж всієї Другої світової війни ситуація в Римі залишалась украй напруженою.
Місто не було ареною насильства та кривавих сутичок — там розгорталось інше, більш глибинне та значиме духовне протистояння.
Фільм розповідає про маловідомі факти з життя Ватикану за часів окупації Рима нацистами. Герой Грегорі Пека, (отець Г'ю О'Флаерті), який присвятив себе переховуванню солдатів, які вирвалися з німецького полону, проявляє чудеса твердості та винахідливості. Він іде проти мовчазної заборони самого папи Пія XII, роблячи те, що вважає за потрібне та правильне. Йому протистоїть не менш сильна особа полковника СС Герберта Каплера (актор Кристофер Пламмер), який залізною рукою встановлює в Римі свій лад і припиняє будь-який опір.
Їхня боротьба — прихована та явна, стає основною темою сюжету, й невідомо, хто вийде переможцем із цього двобою розуму та волі. Що виявиться сильнішим — самовідданість і непохитна віра католицького священика чи ж холодна жорстокість і залізний кулак Гестапо?

## В ролях
- Грегорі Пек — монсеньйор Г'ю О'Флаерті
- Кристофер Пламмер — полковник Герберт Капплер
- Джон Гілгуд — папа Пій XII
- Кеннет Коллі — капітан Гірш
- Волтер Готелл — генерал Макс Гельм (персонаж базується на біографії Карла Вольфа)
- Барбара Буше — Міна Капплер
- Джуліан Голловей — Альфред Вест
- Анджело Інфанті — отець Морозіні
- Ольга Карлатос — Франческа Ломбардо